# 朴梨恵
朴 梨惠（パク・リヘ、朝鮮語: 박리혜、1975年 - ）は、東京都渋谷区出身で在日韓国人3世のフランス料理専門家。上智大学文学部英文学科卒業。プロ野球選手の朴賛浩選手の夫人。日本での通名は勝田梨恵（かつだ りえ）。